# Wyspy Satsunan
Wyspy Satsunan (jap. 薩南諸島 Satsunan-shotō; wyspy na południe od Satsumy) – grupa japońskich wysp znajdująca się w północnej części archipelagu Nansei (Nansei-shotō).

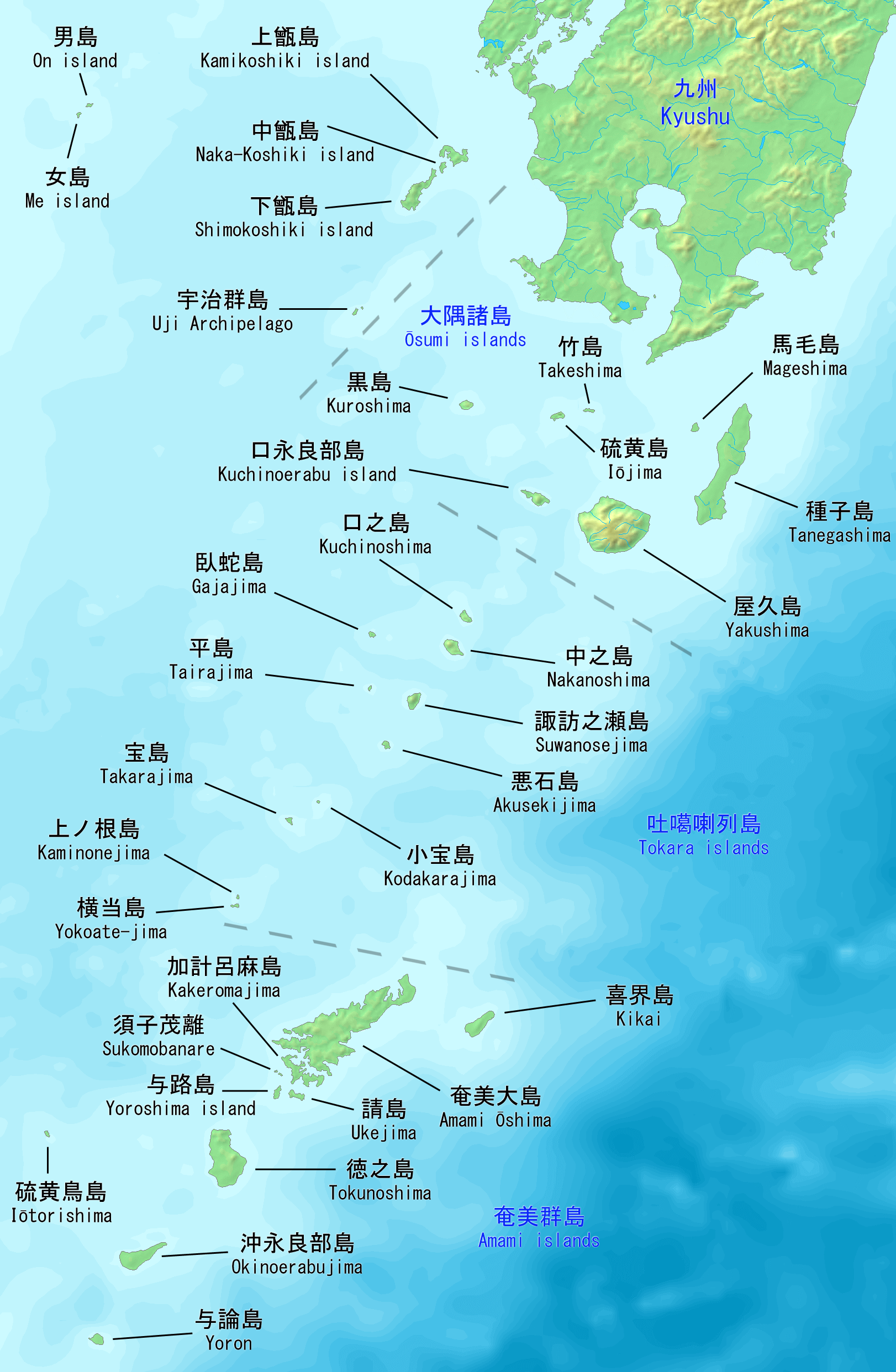
Archipelag Satsunan

Leżą one pomiędzy Kiusiu a Okinawą (czyli pomiędzy 31 równoleżnikiem a 27). Wyspy administracyjnie należą do prefektury Kagoshima.
Wyspy Satsunan obejmują trzy archipelagi: Ōsumi (Ōsumi-shotō), Tokara (Tokara-rettō), Amami (Amami-shotō).
Satsunan-shotō (administracyjnie należy do prefektury Kagoshima)
- Ōsumi-shotō: Tane-ga-shima, Yaku-shima, Kuchinoerabu-shima, Mage-shima, Take-shima, Iō-jima (zwana także Satsuma Iō-jima lub Tokara Iō-jima), Kuro-shima, Shōwa Iō-jima (zwana także Shin-Iō-jima)
- Tokara-rettō: Kuchi-no-shima, Naka-no-shima, Gaja-jima, Suwanose-jima, Akuseki-jima, Taira-jima, Kodakara-jima, Takara-jima
- Amami-shotō: Amami Ōshima, Kikai-jima, Kakeroma-jima, Yoro-shima, Uke-shima, Tokuno-shima, Okinoerabu-jima, Yoron-jima